# Kryzys dyplomatyczny w Ameryce Łacińskiej 2008
     Kolumbia
     Ekwador
     Wenezuela

Kryzys dyplomatyczny w Ameryce Łacińskiej 2008
Kolumbia
Ekwador
Wenezuela

Mapa Ekwadoru, Kolumbii i Wenezueli

Kryzys dyplomatyczny w Ameryce Łacińskiej rozpoczął się 1 marca 2008, wywołało go wejście wojsk kolumbijskich na terytorium Ekwadoru w akcji przeciw FARC.
Akcja wojsk kolumbijskich wymierzona przeciw członkom FARC miała miejsce w departamencie Putumayo w pobliżu granicy z Ekwadorem. Obóz guerillas został ostrzelany z powietrza z terytorium Kolumbii, w ataku zginęło 17 partyzantów, w tym Raul Reyes, jeden z przywódców FARC, oraz jeden obywatel Ekwadoru. Następnie wojska kolumbijskie weszły na terytorium Ekwadoru i zabrały stamtąd zwłoki Reyesa.
Prezydent Kolumbii Alvaro Uribe poinformował o incydencie prezydenta Ekwadoru Rafaela Correę tłumacząc, że wtargnięcie na teren sąsiedniego państwa było sprowokowane przez atak terrorystów z FARC. Rafael Correa twierdzi jednak, że inspekcja przeprowadzona na terenie obozu wykazała jednak, że guerillas zostali zaatakowani we śnie, co świadczy, że operacja Kolumbijczyków nie miała charakteru defensywnego.
W proteście przeciw naruszeniu swojej suwerenności terytorialnej Ekwador odwołał swojego ambasadora z Bogoty oraz skierował wojska na granicę kolumbijską. Również prezydent Wenezueli Hugo Chávez skierował wojska pancerne w pobliże granicy z Kolumbią i nakazał zamknięcie wenezuelskiej ambasady w Kolumbii.
2 marca przedstawiciele kolumbijskiej policji przedstawili na konferencji prasowej materiały uzyskane z laptopów znalezionych w zdobytym obozie. Opublikowano m.in. korespondencję pomiędzy Raulem Reyesem, a wysłannikami prezydenta Ekwadoru, świadczącą, że władze Ekwadoru wiedziały o obecności obozów FARC na swoim terytorium, a nawet odwoływały wojska i policję, aby ułatwić im działanie. 3 marca poinformowano dodatkowo o mailach świadczących o powiązaniach finansowych pomiędzy FARC a prezydentem Wenezueli. Chavez miał przekazać FARC 300 mln $ oraz pomagać im w zorganizowaniu zakupu 50 kg uranu, potrzebnego do wyprodukowania brudnej bomby.
Przedstawiciele Ekwadoru odrzucili oskarżenia oraz stwierdzili, że akcja Kolumbijczyków zrujnowała szanse na uwolnienie z rąk FARC zakładniczki Ingrid Betancourt. Kolejne apele o ujawnienie zawartości laptopa opinii publicznej oraz przekazanie rządowi wenezuelskiemu "dowodów" współpracy z FARC zakończyło się wykazaniem, iż zarzuty nie miały podstaw.
4 marca Alvaro Uribe zaapelował do Międzynarodowego Trybunału Karnego o potępienie Hugo Chaveza za finansowanie ludobójstwa.
6 marca prezydent Nikaragui Daniel Ortega ogłosił zerwanie stosunków dyplomatycznych z Kolumbią.
Podczas spotkania przywódców państw wchodzących w skład Grupy z Rio, które miało miejsce 7 marca 2008 w Santo Domingo, Alvaro Uribe i Rafael Correa publicznie podali sobie ręce na znak zakończenia konfliktu.